# Vukmanić
 Vukmanić  falu Horvátországban, Károlyváros megyében. Közigazgatásilag Károlyvároshoz tartozik.

## Fekvése
Károlyvárostól 12 km-re délkeletre fekszik.

## Története
A településnek 1857-ben 521, 1910-ben 545 lakosa volt. A trianoni békeszerződésig Modrus-Fiume vármegye Vojnići járásához tartozott. 2011-ben 210-en lakták.

## Lakosság
| Lakosság változása | Lakosság változása | Lakosság változása | Lakosság változása | Lakosság változása | Lakosság változása | Lakosság változása | Lakosság változása | Lakosság változása | Lakosság változása | Lakosság változása | Lakosság változása | Lakosság változása | Lakosság változása | Lakosság változása | Lakosság változása |
| ------------------ | ------------------ | ------------------ | ------------------ | ------------------ | ------------------ | ------------------ | ------------------ | ------------------ | ------------------ | ------------------ | ------------------ | ------------------ | ------------------ | ------------------ | ------------------ |
| 1857               | 1869               | 1880               | 1890               | 1900               | 1910               | 1921               | 1931               | 1948               | 1953               | 1961               | 1971               | 1981               | 1991               | 2001               | 2011               |
| 521                | 537                | 492                | 597                | 568                | 545                | 541                | 536                | 525                | 544                | 536                | 465                | 421                | 360                | 261                | 210                |

## Nevezetességei
Páduai Szent Antal tiszteletére szentelt plébániatemploma egyhajós, késő barokk épület, téglalap alaprajzú hajóval és valamivel keskenyebb sokszög záródású szentéllyel. A szentély mellett sekrestye, a főhomlokzat felett harangtorony található. Gazdagon díszített külső kialakítással és egyszerű belső térrel rendelkezik. Fennmaradt a 17. századi pálos mesterek által készített főoltár a 18. és 19. századi részletekkel, mely Haulik érsek ajándékaként a közeli kamenskoi pálos kolostorból származik. Az oltárképet, Matthias Schieder festőművész 1860 körüli munkáját később másolatra cserélték. A templomot egy fa kápolna helyén építették 1798-ban. A horvátországi háború után újjáépítették.
A plébániatemplom közvetlen közelében elhelyezkedő plébánia egy különálló, téglalap alaprajzú földszintes ház, magas és meredek nyeregtetővel. Megmaradt a belső helyiségek jellegzetes elrendezése, az első emeleten egy triklinium köré rendezve, ahonnan egy fából épített veranda vezet ki. Az iroda minőségi historikus falfestményét I. Domiček festőművésznek, míg az első emeleti szoba falfestményét I. Domiček, valamint D. Inkiostri festő és fotóművésznek tulajdonítják. A plébániaház 1798-ban épült barokk-klasszicista stílusban az időszakra jellemző katonai épületek hagyományát követve.